# 〈古典部〉シリーズ
「〈古典部〉シリーズ」（こてんぶシリーズ）は、米澤穂信の推理小説のシリーズ。KADOKAWA（角川書店ブランド）より2001年10月から刊行されている。
文化系部活動が活発なことで有名な進学校・神山高校で「古典部」という廃部寸前の部活に入部した男女4人が、学校生活に隠された謎に挑む、「日常の謎」に分類されるシリーズ。基本的に、主人公であり探偵役でもある折木奉太郎の一人称で語られる。
2021年12月時点でシリーズ累計発行部数は290万部を突破している。
メディアミックス化もされており、コミックスは累計90万部、アニメBD&DVDは19万部を突破している。

## 概要
シリーズ第1作は、著者のデビュー作である『氷菓』。同作はライトノベルの新人賞である角川学園小説大賞のヤングミステリー&ホラー部門で奨励賞を受賞し、角川スニーカー文庫のサブレーベルである〈スニーカー・ミステリ倶楽部〉から刊行された（『氷菓』は第1回配本）。2作目『愚者のエンドロール』も同レーベルで刊行されたものの、〈スニーカー・ミステリ倶楽部〉の企画が頓挫し、続編が出せない状態となった。しかし2004年、米澤がシリーズ3作目（完結編）として執筆されていたものを全面改稿しノンシリーズ作品として東京創元社から出した『さよなら妖精』が高い評価を受けたため、角川書店でのシリーズ再開が決定。2005年にシリーズ3作目『クドリャフカの順番』が単行本（四六判）で刊行され、同時に『氷菓』と『愚者のエンドロール』も角川文庫から新装丁で刊行された。以降、シリーズ作品はまず単行本で刊行され、後に文庫化されている（詳しくは既刊参照）。シリーズは奉太郎が高校を卒業するまで続く予定。
シリーズの舞台である神山市は、「中部地方にあると推定される緑豊かな地方都市」とされている。アニメ版の舞台のロケハンは、主に著者の出身地である岐阜県高山市で行われた。十六銀行は、ファンの「聖地巡礼」による高山市内への観光客を年間15万人と想定し、岐阜県内への経済効果は21億円と算出した。2013年2月1日には、アニメのモデルとなった場所を案内する高山市公式ガイドマップが1万枚制作され、市役所や市内の観光案内所等で配布されている。

## 既刊

### 単行本・文庫
氷菓
2001年10月31日 角川スニーカー文庫 ISBN 4-04-427101-1 のち 角川文庫 ISBN 978-4-04-427101-5
シリーズ第1弾。古典部に入部した省エネ主義者・折木奉太郎は、同じく入部した千反田えるに振り回されて日常の謎を解くうちに、文集『氷菓』に秘められた33年前の真実に迫ることになる。
本作から『クドリャフカの順番』までの文化祭三部作は「熱狂に押しつぶされた人」がテーマとなっている。
愚者のエンドロール
2002年7月31日 角川スニーカー文庫 ISBN 4-04-427102-X のち 角川文庫 ISBN 978-4-04-427102-2
シリーズ第2弾。8月下旬の夏休み、3人の探偵志願者の推理を交えながら古典部が2年F組の未完成のミステリー映画の結末とその裏の真意を探っていく。
クドリャフカの順番
2005年6月30日 角川書店 ISBN 4-04-873618-3 / 2008年5月24日 角川文庫 ISBN 978-4-04-427103-9
シリーズ第3弾。高校1年生秋の神山高校文化祭（通称：カンヤ祭）の3日間の出来事が描かれる。学内での連続盗難事件「十文字事件」に古典部が挑む。
遠まわりする雛
2007年10月3日 角川書店 ISBN 978-4-04-873811-8 / 2010年7月24日 角川文庫 ISBN 978-4-04-427104-6
収録作品：やるべきことなら手短に / 大罪を犯す / 正体見たり / 心あたりのある者は / あきましておめでとう / 手作りチョコレート事件 / 遠まわりする雛
シリーズ第4弾で初の短編集。古典部の部員4人の高校入学当初から翌年の春休みまでの1年間を、時系列に沿い、前3作のストーリー間を補完するような形で進行していく。
ふたりの距離の概算
2010年6月25日 角川書店 ISBN 978-4-04-874075-3 / 2012年6月22日 角川文庫 ISBN 978-4-04-100325-1
シリーズ第5弾。本作から古典部は高校2年生に進級。5月のマラソン大会「星ヶ谷杯」の20キロメートルの距離を走りながら、奉太郎は古典部に仮入部した1年生の大日向友子が入部を辞退した理由をあらゆる出来事を回想しながら探っていく。
いまさら翼といわれても
2016年11月30日 KADOKAWA ISBN 978-4-04-104761-3 / 2019年6月14日 角川文庫 ISBN 978-4-04-108164-8
収録作品：箱の中の欠落 / 鏡には映らない / 連峰は晴れているか / わたしたちの伝説の一冊 / 長い休日 / いまさら翼といわれても
シリーズ第6弾。短編集。奉太郎が合唱祭の本番前に失踪したえるの居場所を様々なヒントを元に推理していく表題作。他5編を収録。

### 愛蔵版
著者デビュー20周年を記念し刊行。装幀は四六版・函入り。
愛蔵版〈古典部〉シリーズI 氷菓・愚者のエンドロール
2023年3月2日 KADOKAWA ISBN 978-4-04-112460-4
収録作品：氷菓 / 愚者のエンドロール / プールサイドにて / クリスマスは箱の中
「プールサイドにて」はアニメ『氷菓』第11.5話「持つべきものは」を、「クリスマスは箱の中」はアニメ『氷菓』BD-BOXに収録された同題漫画を小説化したもの。
愛蔵版〈古典部〉シリーズII クドリャフカの順番・遠まわりする雛
2023年10月25日 KADOKAWA ISBN 978-4-04-112461-1
収録作品：クドリャフカの順番 / 遠まわりする雛（やるべきことなら手短に / 大罪を犯す / 正体見たり / 心あたりのある者は / あきましておめでとう / 手作りチョコレート事件 / 遠まわりする雛）
愛蔵版〈古典部〉シリーズIII ふたりの距離の概算・いまさら翼といわれても
2024年3月26日 KADOKAWA ISBN 978-4-04-114287-5
収録作品：ふたりの距離の概算 / いまさら翼といわれても（箱の中の欠落 / 鏡には映らない / 連峰は晴れているか / わたしたちの伝説の一冊 / 長い休日 / いまさら翼といわれても） / 三つの秘密、あるいは星ヶ谷杯準備滞ってるんだけど何かあったの会議 / 虎と蟹、あるいは折木奉太郎の殺人

### 関連書籍
米澤穂信と古典部
2017年10月13日 KADOKAWA ISBN 978-4-04-106051-3
「虎と蟹、あるいは折木奉太郎の殺人」を収録。

### アンソロジー本
本格ミステリ07 二〇〇七年本格短編ベスト・セレクション
2007年5月11日 講談社ノベルス ISBN 978-4-06-182530-7
法廷ジャックの心理学 本格短編ベスト・セレクション
2011年1月14日 講談社文庫 ISBN 978-4-06-276857-3
本格ミステリ作家クラブの編によるアンソロジー。「心あたりのある者は」を収録。『法廷ジャックの心理学 本格短編ベスト・セレクション』に改題され文庫化された。
ザ・ベストミステリーズ 2007 推理小説年鑑
2007年7月14日 講談社 ISBN 978-4-06-114908-3
「心あたりのある者は」を収録。
Ultimate Mystery 究極のミステリー、ここにあり ミステリー傑作選
2010年4月15日 講談社文庫 ISBN 978-4-06-276637-1
日本推理作家協会の編によるアンソロジー。「心あたりのある者は」を収録。『ULTIMATE MYSTERY 究極のミステリー、ここにあり ミステリー傑作選』と『MARVELOUS MYSTERY 至高のミステリー、ここにあり ミステリー傑作選』の2冊に分冊し文庫化され、同作は前者に収録された。
つばさスペシャル きみが見つける物語 あこがれのハイスクールライフ！
2011年6月13日 角川つばさ文庫 ISBN 978-4-04-631162-7
小学生向けの文庫本として出たアンソロジー短編集。対象年齢に合わせ、漢字にはふりがなが付けられている。「手作りチョコレート事件」を収録。収録作ごとに担当イラストレーターが異なり、本作は琴音らんまるがイラスト担当。
絶対名作！ 十代のためのベスト・ショート・ミステリー 学園ミステリー
2021年11月 汐文社 ISBN 978-4-8113-2910-9
千街晶之の編によるアンソロジー。「鏡には映らない」を収録。

### オーディオブック
2019年よりAudibleにてデータ配信でシリーズ全巻が順次オーディオブック化された。朗読は土師亜文が担当した。

## 英題
〈スニーカー・ミステリ倶楽部〉の作品は別途英題が付けられることになっており、角川文庫に移籍後も表紙に英題が書かれている（この際『氷菓』の英題は「HYOUKA」から「You can't escape」に変更され、さらに2012年3月31日発行の第28版から「The niece of time」に変更された）。単行本で出版された作品についても、文庫化の際に英題が付けられている。また、文庫化後に刊行された愛蔵版の表紙にも英題が記載されている。
1. 氷菓 - 「HYOUKA」（氷菓）→「You can't escape」（あなたは逃れられない）→「The niece of time」（時の姪）[注 3]
2. 愚者のエンドロール - 「Why didn't she ask EBA?」（なぜ、江波に頼まなかったのか？）[注 4]
3. クドリャフカの順番 - 「Welcome to KANYA FESTA!」（カンヤ祭へようこそ！）
4. 遠まわりする雛 - 「Little birds can remember」（雛は忘れない）[注 5]
5. ふたりの距離の概算 - 「It walks by past」（過去歩く）[注 6]
6. いまさら翼といわれても - 「Last seen bearing」[注 7]

## 装幀
2019年6月現在、『ふたりの距離の概算』までの文庫版すべておよび単行本『遠まわりする雛』『いまさら翼といわれても』は「岩郷重力+WONDER WORKZ。」が装丁を担当している。単行本『クドリャフカの順番』は「遊空龍+WONDER WORKZ。」、単行本『ふたりの距離の概算』は「岩郷重力+WONDER WORKZ。+K・S」、文庫本『いまさら翼といわれても』は「岩郷重力+K・T」、愛蔵版は「岩郷重力+N.W」名義となっている。
カバー装画の担当は、スニーカー文庫版『氷菓』が上杉久代、同じくスニーカー文庫版『愚者のエンドロール』が高野音彦、単行本『ふたりの距離の概算』が北沢平祐。文庫のカバー写真は清水厚が担当している。
角川文庫の既刊4巻は2012年のアニメ化の時期に、アニメデザインのキャラクターが大きく描かれたブックカバーと同じ大きさの超特大帯が巻かれて販売されている（実質的に、本来のブックカバーとアニメ版のブックカバーの2枚が付属）。この超特大帯の裏にはアニメの設定資料が掲載されている。また、2012年6月に発売された文庫版『ふたりの距離の概算』は、裏面にアニメのイラストが描かれたリバーシブルカバーとなっている。どちらも京都アニメーション描き下ろし、期間限定仕様。

## 登場人物
登場人物の学年は、特記のない限り奉太郎たちが1年生の時点のもの。

### 古典部
古典部員の設定・性格は、シャーロック・ホームズシリーズにおけるホームズを奉太郎、依頼人をえる、ワトスンを里志、レストレードを摩耶花と当てはめて作られた。
折木 奉太郎（）
シリーズの主人公。神山高校の男子生徒。1年B組→2年A組所属。鏑矢中学校出身。身長172センチメートル。
「やらなくてもいいことなら、やらない。やらなければいけないことなら手短に。」をモットーとする省エネ主義者。そのモットーは、小学6年生のときの出来事が原因で決意したものである。その性格ゆえ、校内の部活動にも特に興味を示さなかったが、姉からの勧め（脅迫）をきっかけに廃部寸前だった古典部に入部する。そこで出会った千反田えるに推理力を見込まれ、しばしば成り行きで探偵役を務めることになる。積極的に行動して解決することはほとんどなく、その場の状況と手がかりから脳内で推理を組み立て解決していくスタイルであり、考え込む際には前髪をいじるか、目の焦点が合わなくなる。幾つかの「事件」を解決したことで周囲から賞賛を得るが、本人はそれがただの運、あるいは閃きによるものにすぎないとしている。心中で「さいですか」とぼやく癖がある。
自身の省エネ主義ゆえに人間関係は基本的に淡白で、人づきあいが悪いわけではないが良いわけでもない。性根は優しいとえるからは評されている。親友の福部里志ともお互いの家に遊びに行く仲ではなく、とりとめのない会話を学校・下校中にする程度であった。えるに振り回されるように事件を解決していく中、高2始業前の春休みの生き雛祭での事件にて、えるへの好意を自覚した。
学業成績は平均点レベル（1年時一学期の中間考査では、学年350人中175位）で、雑学などの知識はやや乏しく、時に勘違いした発言や行動をすることがある。部室ではおとなしく読書していることが多い。あまりミステリーは読まない。自室には姉の残した本もある。
父親・姉と同居しているが、作中で母親の存在は描かれていない。えるを「千反田」、里志を「里志」、摩耶花を「伊原」と呼ぶ。
作者が自分の作品の中で特に思い入れのある登場人物である。
千反田 える（）
シリーズのヒロイン。神山高校の女子生徒。1年A組→2年H組所属。印地中学校出身。身長160センチメートル。
33年前の古典部部長であり、10年前マレーシアに渡航後、7年前にインドのベンガル地方で消息を絶った伯父・関谷 純（せきたに じゅん）との古典部に纏わる過去を思い出したいという「一身上の都合」により古典部へ入部し、部長も務める。桁上がりの四名家のうちの1つ、「豪農」千反田家の一人娘であり、中学生からは地元の「生き雛祭り」の生き雛も務める。
お嬢様らしい整った清楚な容姿と、それにそぐわない活発な瞳を併せ持つ。普段は穏やかな物腰で言葉遣いも丁寧だが、ひとたび日常の中の些細な違和感や興味を引かれることを見つけると、大きな瞳を輝かせて好奇心の権化となる。口癖は「わたし、気になります」。好奇心の強さゆえに、奉太郎ら周囲にいる人間を巻き込むことも多いが、他人の感情に土足で踏み込むようなことはせず、ある程度の節度はわきまえている。千反田家の後継者としての責任感が強く、父から家を継がなくてもいいと言われた際には動揺し自らの生きる道を失いかけている様子を見せた。
成績優秀で料理も上手。嗅覚、視覚など五感に優れ、視力は2.0を超え、夜目も利く。また、記憶力もよく人の名前を覚えるのが得意だが、やや鈍感な所があり、奉太郎たちが何かに気付いた時でも一人察しないことがある。本人は無自覚だがパーソナルスペースが狭い。また、結論を先走って途中の説明を飛ばしてしまう癖がある。好物は抹茶牛乳。また、お酒とカフェインに弱く、ウィスキーボンボンで酔ってしまい笑い上戸となったこともある。奉太郎を「折木さん」、里志を「福部さん」、摩耶花を「摩耶花さん」と呼ぶ。都会の大学に進学しても卒業後は神山に戻る意思を持っている。
福部 里志（）
神山高校の男子生徒。1年D組→2年D組所属。鏑矢中学校出身。身長160センチメートル。
奉太郎の親友で、彼につられて古典部に入部する。手芸部を兼部し、総務委員会にも所属し2年進級後は副委員長を務める。
一般男子としては背は低めで、遠くから見れば女性にも見まごう容貌だが、サイクリングが趣味で脚力はかなり鍛えられている。笑ったような表情をいつも崩さない。雑学に長け、現代史から推理小説まで広範な知識を持つことから、自ら「データベース」と自認するが、自分から推論を組み立てるようなことはほとんどせず、「データベースは結論を出せない」が口癖。他にも「ジョークは即興に限る、禍根を残せば嘘になる」の持論をモットーとしている。また、学業には興味がないため、成績は振るわない。いつも巾着袋を持ち歩いており、その中身は様々。上記のように総務委員・手芸部・古典部を掛け持ちしているため校内での顔は広く、知り合いも多い。あまり人見知りしないタイプだが、同じクラスであった十文字かほは少々苦手な様子。
中学時代は極度の負けず嫌いであり、勝つためには手段を選ばない性格だったが、現在は物事にこだわらず「薔薇色の人生」を謳歌することに努めており、奉太郎にその変化を驚かれている。また不正や理不尽なことは許せない性分らしく、奉太郎には「物事が道理に沿って進んでいるからこそ、自分がふざけていられる」と言っているようだと称されている。
伊原摩耶花から求愛を受け続けるも、一貫してはぐらかし続けていたが、1年の終わりから2年の初めにかけての春休み頃から付き合うことになった。
妹がおり、里志たちが2年に進級した年に神山高校に進学している。奉太郎から「兄以上に傍若無人に己の道を行く変人」と評されているが、クラスメイトの大日向友子によれば少し個性的だが変わっているというほどではなく、里志の方が変わっているとのこと。奉太郎を「ホータロー」、えるを「千反田さん」、摩耶花を「摩耶花」と呼ぶ。
作者が自分の作品の中で最も気に入っている男性キャラクターである。
伊原 摩耶花（）
神山高校の女子生徒。1年（クラス不明）→2年C組所属。鏑矢中学校出身。身長148センチメートル。
漫画研究会と図書委員会に所属していたが、里志の後を追って古典部にも入部する。
背が低く童顔であり、外見の印象は小学生の時とほとんど変わらない。その容姿に似合わず性格は苛烈で、七色の毒舌を持ち、何事にも妥協を許さず他人のミスにも容赦ない。一方で、自らの失敗にも厳しいため、奉太郎によれば「アクは強いが根はいいやつ」。その勤勉な性格から、えるほどではないが学業成績は良い。漫画家を目指している。
奉太郎とは小・中学校の9年間同じクラスだった腐れ縁の仲だが、奉太郎が起こした中学時代のある事件や彼の消極的な性格から、奉太郎に対しては口が悪く、辛く当たるような態度を取っていた。しかし古典部でのいくつかの事件を通じて奉太郎に対する認識を徐々に改めていく。
2年進級後に漫画研究会を退部した。また、中学時代の事件の真相を知り、奉太郎に謝罪した。
いつからかは不明だが、里志に想いを寄せアタックを繰り返し、高1の終わりから高2の初めにかけての春休み頃から付き合うようになった。奉太郎を「折木」、えるを「ちーちゃん」、里志を「ふくちゃん」と呼ぶ。

### 古典部を取り巻く人物
※複数回登場した人物のみ記載。
折木 供恵（）
奉太郎の5歳年上の姉。大学生。神山高校古典部OGで、奉太郎が古典部に入るきっかけを作った。合気道と逮捕術をたしなみ、その腕力を悪用する傍若無人な性格で、奉太郎は頭が上がらない。平素はスパルタ的に接してはいるがバレンタインデーに奉太郎に板チョコをプレゼントしたり、カンヤ祭の前日に万年筆を渡したりするなど優しい一面を見せる。奉太郎が小学6年生のときの出来事が原因で省エネ主義をモットーとすることを決意したときには、それを肯定しつつも長い休日にたとえて、いつかその休日を誰かが終わらせることを願う。
世界中を旅して回っており、シリーズ開始当初は中東・東欧各地を歴訪中だったが、エアメールや電話等で登場し、しばしば物語において重要な役割を果たす。3作目『クドリャフカの順番』の時点では日本に帰国しており、神山高校の文化祭にも訪れている。
アニメ版とコミック版では『愚者のエンドロール』と『クドリャフカの順番』の間に挿入されたオリジナルエピソード「持つべきものは」で帰国しているが、登場シーンでは顔が映らないような演出がされている。また、「箱の中の欠落」の時点で既に帰国し大学に戻っている模様。
遠垣内 将司（）
神山高校3年E組の男子生徒。壁新聞部部長（のちに引退）。卒業後の進路は不明。
実家は市内の中等教育に影響力のある家系。遠垣内家は千反田家とも縁があり、えるとは学外でも面識がある。壁新聞部の部室で人に知られないよう煙草を吸っていたことがある。
入須 冬実（）
神山高校2年F組の女子生徒。3年進級後のクラスは不明。実家は市内で総合病院「恋合（れんごう）病院」を経営する地元の名士。千反田家とは家ぐるみの付き合いがある。
冷厳な雰囲気と威厳を持つ美人で、頭の回転が早く、高い人心掌握能力とリーダーシップを持つことから、生徒間では「女帝」と渾名される。生き雛祭りでは、男雛役を務めていた。
十文字 かほ（）
神山高校1年D組の女子生徒。2年進級後のクラスは不明。占い研究会のたった一人の部員にして部長。実家は神山市内にある「荒楠（）神社」の名門宮司。
碩学で「図書館の新しいヌシ」と里志が評すほど図書館が大好き。さらさらとした髪とフレームの小さいメガネが特徴の大人びた少女。縁あって千反田家とは付き合いがあり、えるとは互いに「える」「かほさん」と呼び合う親しい間柄。里志との仲は普通で、里志には苦手意識を持たれている。
 沢木口 美崎（）
神山高校2年F組の女子生徒。3年進級後のクラスは不明。天文部所属。初出は名前のみ登場の『氷菓』で、以後『遠まわりする雛』まではシリーズに毎回何らかの形でカメオ出演的に登場していた。
明朗快活でエキセントリックな変わり者。シニヨンが特徴的で頭陀袋を愛用している。
 羽場 智博（）
神山高校2年F組の男子生徒。3年進級後のクラスは不明。探偵小説研究会所属。
高慢かつでしゃばりで目立ちたがり。ミステリーに詳しい。
 河内 亜也子（）
神山高校2年の女子生徒。3年進級後のクラスは不明。漫画研究会所属。
勝気な派閥のリーダー。『ボディートーク』の作者。3年進級後に退部し、摩耶花と組んでカンヤ祭への同人誌の出版を決意している。
 湯浅 尚子（）
神山高校2年の女子生徒。3年進級後のクラスは不明。漫画研究会部長。3年進級後に退部。

## 用語
古典部（）
奉太郎たちの所属する、神山高校にある文化系の部活。部室は特別棟4階の地学講義室（アニメ版では地学準備室）で、同校の最辺境と言われる場所。奉太郎たちの入部以前は、地学講義室の真下にある3階の生物講義室が部室だった（現在は壁新聞部の部室）。
同校では伝統ある部らしいが、奉太郎たちが入部するまでは3年連続で入部者ゼロの状態であり、廃部寸前となっていた。奉太郎いわく、一体何のためにあるのかよくわからない部活。今のところ、伝統ある文集『氷菓』を文化祭に出すこと以外には、特に決まった活動目的はない。大出（おおいで）という教師が顧問を務めるが、現在のところ名前しか登場していない。
神山高校（）
神山市内にある、奉太郎たちが通う高校。通称「神高」。生徒数は約1000人程度で、地域では進学校で通っているが、特別力を入れている様子はない。文化系の部活が多く活発であり、毎年秋に開催される文化祭が他校と比較して盛況なのが特色。
カンヤ祭（）
神山高校で毎年秋に開催される文化祭の俗称。現在は3日間にわたって行われる。古典部の部員や神山高校の一部の教師は、ある事情からこの「カンヤ祭」という名を伝統的に禁句としている。供恵によれば、古典部の文化祭はトラブルなしには終わらないらしい。
新勧祭（）
神山高校4月中頃の、新入生部活勧誘週間の最終日の狂騒のこと。神山高校は文化系部活が盛んなためにほとんどの部活が部員不足にあえいでおり、勧誘週間の勧誘は壮絶なものとなる。無理強いされて部活に入れられる者も存在するため、「仮入部」と「本入部」の制度が存在し、5月末頃に本入部届を提出するか否かで入部が決定される。
星ヶ谷杯（）
神山高校で毎年5月末に行われるマラソン大会。20キロメートルの距離を、学校中の生徒が走る。名前は、長距離トラック種目で日本記録を打ち立てた卒業生にちなんでいるとのこと。公道使用許可の関係により雨天時は中止となるが、記録に残っている限りは中止になったことはない。

桁上がりの四名家（）
神山市内の旧名家の中でも特に有名な名家。荒楠神社の十文字家、書肆・百日紅家、豪農・千反田家、山持ちの万人橋家がこれにあたる。市内でこれに対抗できるのは病院長・入須家と教育界の重鎮・遠垣内家ぐらいとされる。
なお、この名称は里志が提唱したものであり（家名の最初の文字が、順番に十・百・千・万と桁が上がっていくことから）、奉太郎の知る限りその言葉を使うのは里志だけである。

## テレビアニメ

テレビアニメ版のタイトルロゴ

『氷菓』（ひょうか）のタイトルで、2012年4月から9月まで独立局他にて放送された。テレビシリーズ22話とOVA1話の全23話構成。原作は当時刊行されていたシリーズ5作のうち『ふたりの距離の概算』を除く4作（『氷菓』『愚者のエンドロール』『クドリャフカの順番』『遠まわりする雛』）と、放送当時単行本未収録だった短編「連峰は晴れているか」（後に『いまさら翼といわれても』に収録）で、OVAのみ著者が手掛けたアニメオリジナルプロットである。
制作を京都アニメーションが手掛け、2003年の『フルメタル・パニック？ ふもっふ』および2005年の『フルメタル・パニック！ The Second Raid』と同じく、武本康弘が監督、賀東招二がシリーズ構成を担当している。
本作はシリーズを時系列順に構成し、その中で大筋においては原作を踏襲しているが、古典部の部室の場所など、原作から変更されている部分も一部存在する。最も大きな変更点は作中の時代設定で、原作の2000年から放送年と同じ2012年に変更されている。それに伴い「33年前の真実」がアニメでは「45年前の真実」となり、関係者の年齢もそれに合わせて変更されている。前述の理由もあり、アニメオリジナルシーンが増えているエピソードもある（例・12話で、あるキャラクターが初音ミクのコスプレをしているシーンなど）。

### 声の出演
古典部と彼らを取り巻く人物
- 折木 奉太郎（神山高校1年B組・古典部員） - 中村悠一
- 千反田 える（神山高校1年A組・古典部部長） - 佐藤聡美
- 福部 里志（神山高校1年D組・古典部員・総務委員） - 阪口大助
- 伊原 摩耶花（神山高校1年・古典部員・漫画研究会所属） - 茅野愛衣
- 折木 供恵（奉太郎の姉・古典部OG） - 雪野五月
- 遠垣内 将司（神山高校3年E組・壁新聞部部長） - 置鮎龍太郎
- 入須 冬実（神山高校2年F組） - ゆかな
- 十文字 かほ（神山高校1年D組・占い研究会部長・「荒楠神社」の娘） - 早見沙織
- 沢木口 美崎（神山高校2年F組・天文部員・自主製作映画広報班） - 伊瀬茉莉也

氷菓編（第1 - 5話）
- 糸魚川 養子（神山高校図書室司書） - 小山茉美

大罪を犯す編（第6話）
- 尾道（神山高校数学教師） - 山崎たくみ

正体見たり編（第7話）
- 善名 梨絵（民宿「青山荘」の娘・摩耶花の従妹の小学6年生） - 豊崎愛生
- 善名 嘉代（梨絵の妹・小学4年生） - 小倉唯

愚者のエンドロール編（第8 - 11話）
- 江波 倉子（神山高校2年F組・本郷真由（自主製作映画脚本）の友人） - 悠木碧
- 中城 順哉（神山高校2年F組・自主製作映画助監督） - 近藤孝行
- 海藤 武雄（神山高校2年B組・自主製作映画出演者） - 小西克幸
- 杉村 二郎（神山高校2年B組・自主製作映画出演者） - 入野自由
- 山西 みどり（神山高校2年B組・自主製作映画出演者） - 小清水亜美
- 瀬之上 真美子（神山高校2年B組・自主製作映画出演者） - 広橋涼
- 勝田 竹男（神山高校2年B組・自主製作映画出演者） - 泰勇気
- 鴻巣 友里（神山高校2年B組・自主製作映画出演者） - 茅原実里
- 羽場 智博（神山高校2年F組・自主製作映画小道具係・探偵小説研究会部員） - 阿部敦
- 山内（里志のクラスメイト） - 寺島拓篤

クドリャフカの順番編（第12 - 17話）
- 田名辺 治朗（神山高校2年・総務委員会委員長） - 福山潤
- 陸山 宗芳（神山高校2年・生徒会長） - 森川智之
- 河内 亜也子（神山高校2年・漫画研究会部員） - 浅野真澄
- 湯浅 尚子（神山高校2年・漫画研究会部長） - 進藤尚美
- 谷 惟之（神山高校1年D組） - 川原慶久
- パンク風の男性（被服研部員） - 谷山紀章
- 園芸部員 - 杉山紀彰
- クイズ研究会部長（クイズトライアル司会） - こぶしのぶゆき
- クイズ研究会副部長（クイズトライアル司会） - 日笠陽子
- お料理研究会部長（ワイルド・ファイア解説） - 杉田智和
- お料理研究会副部長（ワイルド・ファイア実況） - 平川大輔
- 製菓研究会員A - 伊藤かな恵
- 製菓研究会員B - 升望
- 田山（奇術部部長） - 岸尾だいすけ
- 吉野 康邦（放送部部長） - 吉野裕行
- 木村（漫画研究会部員） - 竹達彩奈
- 辺見（漫画研究会部員） - 寿美菜子
- 松代（漫画研究会部員） - 悠木碧
- 森、飯塚（漫画研究会部員） - 三上枝織
- 有吉（漫画研究会部員） - 北方奈月
- 小野寺、長井（漫画研究会部員） - 近野明日香

遠まわりする雛編（第22話）
- 吉田 竹蔵（男衆のまとめ役） - 永井一郎
- 小成（男衆の一人） - 諏訪部順一
- 花井（男衆の一人） - 石塚運昇
- 中竹（男衆の一人） - 二又一成
- 谷本 シゲ（男衆の一人） - 千葉繁
- 園（男衆の一人） - 田中正彦
- 吹屋（男衆の一人） - 西村知道

BD・DVD限定版特典CD収録ボイスドラマ
- 関谷 純（えるの伯父） - 中博史（第3巻）
- 小木 教諭（鏑矢中学校英語教師） - 遊佐浩二（第9巻）

### スタッフ
- 原作・構成協力 - 米澤穂信（角川文庫刊「古典部シリーズから」・『少年エース』連載）[39][40]
- 企画 - 安田猛、八田陽子、武智恒雄、井上俊次
- 監督 - 武本康弘[39]
- シリーズ構成 - 賀東招二[39]
- キャラクター原案・デザイン・総作画監督 - 西屋太志[注 17]
- 色彩設計 - 石田奈央美[39]
- 設定 - 唐田洋[39]
- 美術監督 - 奥出修平[39]
- 撮影監督 - 中上竜太[39]
- 編集 - 重村建吾[39]
- 音響監督 - 鶴岡陽太[39]
- 音楽 - 田中公平
- 音楽プロデューサー - 斎藤滋
- 音楽制作 - ランティス
- エグゼクティブプロデューサー - 安田猛
- プロデューサー - 伊藤敦、八田英明
- アニメーションプロデューサー - 瀬波里梨
- アニメーション制作 - 京都アニメーション[39]
- 製作 - 神山高校古典部OB会

### 楽曲

#### 劇伴
本編中にはフォーレ「シシリエンヌ」、バッハ「G線上のアリア」「無伴奏チェロ組曲第1番ト長調 前奏曲」、ベートーヴェン「月光第1楽章・第3楽章」のクラシック音楽が使われている。これらは原作者の米澤が作品のイメージの参考曲として挙げたものであり、それを音楽担当の田中公平が編曲して使用された。ほか、クラシック以外の曲にも、バイオリン・チェロ・フルート・ファゴット・ピアノなどを使用し独特の雰囲気を作り出している。

#### 主題歌
オープニングテーマ
「優しさの理由」（第1話 - 第11.5話）
作詞 - こだまさおり / 作曲・編曲 - 宮崎誠 / 歌 - ChouCho
「未完成ストライド」（第13話 - 第22話）
作詞・歌 - こだまさおり / 作曲・編曲 - 中山真斗
映像では部室でまどろむ奉太郎が幻想の中のガラス越しに自分のいない青春を見つめ、心の波紋を広げる中で、古典部のメンバーに迎えられるシーンが描かれる。
第3話・第5話・第9話・第12話・第17話・第21話はオープニングテーマなし。
エンディングテーマ
「まどろみの約束」（第2話 - 第11.5話）
作詞 - こだまさおり / 作曲・編曲 - 岡本健介 / 歌 - 千反田える（佐藤聡美）、伊原摩耶花（茅野愛衣）
ED映像のテーマは「星の王女様」。
「君にまつわるミステリー」（第12話 - 第22話）
作詞 - こだまさおり / 作曲・編曲 - 高田暁 / 歌 - 千反田える（佐藤聡美）、伊原摩耶花（茅野愛衣）
ED映像ではえるはホームズ、摩耶花はポアロに扮し、彼女に追われる奉太郎はルパン、里志はモリアーティに扮している。
第1話・第5話・第15話・第17話・第19話はエンディングテーマなし。

#### 挿入歌
「ひとり」（第12話）
作詞・作曲 - 村上てつや
「上を向いて歩こう」（第12話）
作詞 - 永六輔 / 作曲 - 中村八大

### 各話リスト
アイキャッチには二十四節気と暦便覧における文章が挿入されている。
| 話数             | サブタイトル             | 脚本       | 絵コンテ   | 演出              | 作画監督   | アイキャッチ | 原作                                                                         |
| ---------------- | ------------------------ | ---------- | ---------- | ----------------- | ---------- | ------------ | ---------------------------------------------------------------------------- |
| 第1話            | 伝統ある古典部の再生     | 賀東招二   | 武本康弘   | 武本康弘          | 西屋太志   | 清明         | Aパート『氷菓』 Bパート「やるべきことなら手短に」 （『遠まわりする雛』収録） |
| 第2話            | 名誉ある古典部の活動     | 賀東招二   | 武本康弘   | 内海紘子          | 門脇未来   | 立夏         | 『氷菓』                                                                     |
| 第3話            | 事情ある古典部の末裔     | 村元克彦   | 石立太一   | 石立太一          | 秋竹斉一   | 小満         | 『氷菓』                                                                     |
| 第4話            | 栄光ある古典部の昔日     | 江上美幸   | 河浪栄作   | 河浪栄作          | 池田和美   | 芒種         | 『氷菓』                                                                     |
| 第5話            | 歴史ある古典部の真実     | 賀東招二   | 三好一郎   | 三好一郎          | 堀口悠紀子 | 夏至         | 『氷菓』                                                                     |
| 第6話            | 大罪を犯す               | 西岡麻衣子 | 坂本一也   | 坂本一也          | 高橋博行   | 小暑         | 『遠まわりする雛』                                                           |
| 第7話            | 正体見たり               | 芦田杉彦   | 内海紘子   | 内海紘子          | 門脇未来   | 立秋         | 『遠まわりする雛』                                                           |
| 第8話            | 試写会に行こう!          | 西岡麻衣子 | 北之原孝將 | 北之原孝將        | 丸木宣明   | 処暑         | 『愚者のエンドロール』                                                       |
| 第9話            | 古丘廃村殺人事件         | 賀東招二   | 山田尚子   | 山田尚子          | 植野千世子 | 処暑         | 『愚者のエンドロール』                                                       |
| 第10話           | 万人の死角               | 賀東招二   | 坂本一也   | 坂本一也          | 高橋博行   | 処暑         | 『愚者のエンドロール』                                                       |
| 第11話           | 愚者のエンドロール       | 西岡麻衣子 | 河浪栄作   | 河浪栄作          | 引山佳代   | 処暑         | 『愚者のエンドロール』                                                       |
| 第11.5話 （OVA） | 持つべきものは           | 武本康弘   | 太田里香   | 太田里香          | 堀口悠紀子 | 白露         | アニメオリジナル（プロット：米澤穂信）                                       |
| 第12話           | 限りなく積まれた例のあれ | 村元克彦   | 小川太一   | 小川太一          | 内藤直     | 秋分         | 『クドリャフカの順番』                                                       |
| 第13話           | 夕べには骸に             | 江上美幸   | 北之原孝將 | 北之原孝將        | 丸木宣明   | 秋分         | 『クドリャフカの順番』                                                       |
| 第14話           | ワイルド・ファイア       | 村元克彦   | 山田尚子   | 山田尚子          | 植野千世子 | 秋分         | 『クドリャフカの順番』                                                       |
| 第15話           | 十文字事件               | 賀東招二   | 内海紘子   | 内海紘子          | 門脇未来   | 秋分         | 『クドリャフカの順番』                                                       |
| 第16話           | 最後の標的               | 西岡麻衣子 | 坂本一也   | 坂本一也          | 高橋博行   | 秋分         | 『クドリャフカの順番』                                                       |
| 第17話           | クドリャフカの順番       | 賀東招二   | 石立太一   | 石立太一          | 内藤直     | 秋分         | 『クドリャフカの順番』                                                       |
| 第18話           | 連峰は晴れているか       | 芦田杉彦   | 北之原孝將 | 北之原孝將        | 丸木宣明   | 寒露         | 「連峰は晴れているか」 （『いまさら翼といわれても』収録）                    |
| 第19話           | 心あたりのある者は       | 江上美幸   | 小川太一   | 小川太一          | 秋竹斉一   | 霜降         | 『遠まわりする雛』                                                           |
| 第20話           | あきましておめでとう     | 江上美幸   | 太田里香   | 太田里香          | 鴨居知世   | 冬至         | 『遠まわりする雛』                                                           |
| 第21話           | 手作りチョコレート事件   | 西岡麻衣子 | 内海紘子   | 内海紘子          | 門脇未来   | 立春         | 『遠まわりする雛』                                                           |
| 第22話           | 遠まわりする雛           | 賀東招二   | 武本康弘   | 武本康弘 石立太一 | 西屋太志   | 春分         | 『遠まわりする雛』                                                           |

### 放送局
| 放送地域 | 放送局       | 放送期間                    | 放送日時           | 放送系列          | 備考                            |
| -------- | ------------ | --------------------------- | ------------------ | ----------------- | ------------------------------- |
| 千葉県   | チバテレビ   | 2012年4月22日 - 9月16日     | 日曜 24:00 - 24:30 | 独立局            |                                 |
| 埼玉県   | テレ玉       | 2012年4月22日 - 9月16日     | 日曜 25:00 - 25:30 | 独立局            |                                 |
| 福岡県   | TVQ九州放送  | 2012年4月22日 - 9月16日     | 日曜 26:30 - 27:00 | テレビ東京系列    |                                 |
| 神奈川県 | tvk          | 2012年4月23日 - 9月17日     | 月曜 25:00 - 25:30 | 独立局            |                                 |
| 京都府   | KBS京都      | 2012年4月23日 - 9月17日     | 月曜 25:00 - 25:30 | 独立局            |                                 |
| 兵庫県   | サンテレビ   | 2012年4月24日 - 9月18日     | 火曜 24:00 - 24:30 | 独立局            |                                 |
| 岐阜県   | 岐阜放送     | 2012年4月25日 - 9月19日     | 水曜 24:15 - 24:45 | 独立局            | [ 注 19 ]                       |
| 東京都   | TOKYO MX     | 2012年4月25日 - 9月19日     | 水曜 24:30 - 25:00 | 独立局            |                                 |
| 三重県   | 三重テレビ   | 2012年4月27日 - 9月21日     | 金曜 25:50 - 26:20 | 独立局            |                                 |
| 日本全域 | BS11         | 2012年4月27日 - 9月21日     | 金曜 27:00 - 27:30 | BS放送            | 『ANIME+』枠                    |
| 韓国全域 | ANIPLUS      | 2012年5月12日 - 9月22日     | 土曜 23:30 - 24:00 | CS放送 ネット配信 | リピート放送あり 韓国語字幕あり |
| 日本全域 | AT-X         | 2013年9月9日 - 2014年2月3日 | 月曜 22:30 - 23:00 | アニメ専門CS放送  | リピート放送あり                |
| 栃木県   | とちぎテレビ | 2016年3月24日 - 8月25日     | 木曜 23:30 - 24:00 | 独立局            |                                 |

### 関連商品

#### Blu-ray Disc / DVD
Blu-ray Discは限定版のみ、DVDは限定版と通常版と計3系統となっており、各巻2話収録で全11巻。
限定版はサウンドトラックとシリーズ構成である賀東招二が脚本書き下ろしたオリジナルドラマとラジオダイジェストを収録したCD、特製ポストカード2枚等、また、特定の巻にはアニメ本編に関連した封入特典（古典部の文集「氷菓」の表紙・文化祭のしおり・千反田えるのコスプレブロマイド等）が収録された。オリジナルドラマは本編を元ネタにしているがコメディ基調となっている。また、第1巻・第4巻・第7巻・第10巻など特定の巻には複数巻のBDケースが収納出来るBOXが封入されている。また、第9巻には放送時点で単行本未収録である小説『連峰は晴れているか』を収録した冊子が付属した。
通常版との共通特典として、ブックレットの他、音声特典のスタッフオーディオコメンタリーや映像特典のノンテロップオープニング&エンディング（第1巻・第6巻のみ）、ロケハン映像、BGMレコーディング映像、オープニングエンディング収録映像（第7巻・第8巻はこだまさおりによるインタビュー映像）等が収録される。第4巻には試写会の模様の映像が収録された。オーディオコメンタリーには武本康弘（監督）と賀東招二（シリーズ構成）が参加、3巻のみ賀東の代わりに伊藤敦（プロデューサー）が加わっている。
| 巻数 | 発売日         | 収録話          | 規格品番  | 規格品番   | 規格品番   | 規格品番   |
| 巻数 | 発売日         | 収録話          | 限定版BD  | 通常版BD   | 限定版DVD  | 通常版DVD  |
| ---- | -------------- | --------------- | --------- | ---------- | ---------- | ---------- |
| 1    | 2012年6月29日  | 第1話 - 第2話   | KAXA-5001 |            | KAXA-10086 | KABA-10097 |
| 2    | 2012年7月27日  | 第3話 - 第4話   | KAXA-5002 | KAXA-10087 | KABA-10098 |            |
| 3    | 2012年8月31日  | 第5話 - 第6話   | KAXA-5003 | KAXA-10088 | KABA-10099 |            |
| 4    | 2012年9月28日  | 第7話 - 第8話   | KAXA-5004 | KAXA-10089 | KABA-10100 |            |
| 5    | 2012年10月26日 | 第9話 - 第10話  | KAXA-5005 | KAXA-10090 | KABA-10101 |            |
| 6    | 2012年11月30日 | 第11話 - 第12話 | KAXA-5006 | KAXA-10091 | KABA-10102 |            |
| 7    | 2012年12月28日 | 第13話 - 第14話 | KAXA-5007 | KAXA-10092 | KABA-10103 |            |
| 8    | 2013年1月25日  | 第15話 - 第16話 | KAXA-5008 | KAXA-10093 | KABA-10104 |            |
| 9    | 2013年2月22日  | 第17話 - 第18話 | KAXA-5009 | KAXA-10094 | KABA-10105 |            |
| 10   | 2013年3月29日  | 第19話 - 第20話 | KAXA-5010 | KAXA-10095 | KABA-10106 |            |
| 11   | 2013年4月26日  | 第21話 - 第22話 | KAXA-5011 | KAXA-10096 | KABA-10107 |            |
| BOX  | 2015年2月27日  | 全23話          |           | KAXA-9806  |            |            |

#### CD
| 発売日         | タイトル                    | 規格品番   |
| -------------- | --------------------------- | ---------- |
| 2012年5月23日  | まどろみの約束              | LACM-4936  |
| 2012年6月27日  | 古典部の屈託 テーマソングCD | LACM-4945  |
| 2012年8月22日  | 君にまつわるミステリー      | LACM-4975  |
| 2012年8月22日  | 氷菓 ドラマCD1              | LACA-15227 |
| 2012年10月10日 | 氷菓 ドラマCD2              | LACA-15242 |

### OVA
2013年1月13日発売のコミック版『氷菓』3巻限定版では、テレビ版の第11話と第12話の間に相当する完全オリジナルエピソードである第11.5話「持つべきものは」を収録したBlu-ray Discが付録した。シリーズのBlu-ray Discと同じく監督の武本康弘とシリーズ構成である賀東招二の二人によるコメンタリーと映像特典として舞台となったプールのロケハン映像が収録されている。第11.5話は2012年7月8日0時よりUstreamで先行配信された。
第11.5話ストーリー
姉・供恵に勧められ、バイトで市民プールの監視員を務める奉太郎。省エネ主義の奉太郎が働くところを見てみようと、里志、える、摩耶花もプールに遊びにやってくるが、直前の自主制作映画の一件もあってか奉太郎はいつも以上に浮かない様子をしていた。そんな中、えるは子連れの女性の耳についていた白いものがなくなっていることに気付き、奉太郎に相談する。それがピアスやイヤリングの類であれば、子供などが踏めば怪我に繋がりかねないものの、女性のことで客に恫喝する夫が傍にいるため、直に尋ねるのは憚られるものがあった。古典部は、自分たちでその白いものを見つけようと捜索を開始、その過程の中で奉太郎は事の真相に気付くと同時に本調子を取り戻していく。

### キャンペーン・タイアップ
アサヒ飲料×氷菓×ローソン カンヤ祭 キャンペーン
2012年10月2日から同年10月15日までローソンとアサヒ飲料とのタイアップ企画として実施された。声優のサイン入りで古典部の文集『氷菓』の表紙デザインを取り入れた本作の台本、古典部員の性格が反映されたグッズ4点、ローソンの前にいる古典部が描かれた特大3Dポスター、ローソンの制服を着たえるのフィギュア付きオリジナルストラップの4つのコースがあり、外れても先着1000名に5種類のクリアファイル5枚セットのオリジナルグッズがあり、対象のアサヒ飲料の商品を購入してポイントを貯め、ポイントの数に応じて抽選でプレゼントされる。またキャンペーンとの連動として、Pontaポイント150Pで応募しローソンの制服を着た摩耶花のフィギュア付きオリジナルストラップが抽選で300名にプレゼントされる。
その中のグッズ4点の中の一つである「折木奉太郎の特製キャスター缶付きオリジナルブレンドコーヒー」は、原作の「俺が知るどこの店よりも酸味を利かせたキリマンジャロの味がお気に入りの店だ」の台詞のような味のコーヒーを再現する試みが行われた。その味は幾多のアニメコラボのブレンドコーヒーを担当してきたコーヒーマイスターがブレンドした2種類のコーヒーから、米澤自身がテイスティングして決定された。
神山高校文化祭
2012年10月21日に岐阜県高山市で地元商店街や企業と協力して開催されたファンイベント。カンヤ祭をモチーフに『氷菓』のリアルな世界観を楽しんでもらうことをコンセプトにカンヤ祭をモチーフにしている。アニメシーンの一部を商店街通りで再現する、同人誌即売会やコスプレイベント、痛車展示や記念スタンプラリーなどが行われる。また、弁当店「金亀館」で作られ企画の一環で予約販売された「イベント記念弁当」にはえるが文化祭で作ったぎせ焼きといももちが入っており、弁当の一つである「おにぎり弁当」内のおにぎりでは、岐阜県産コシヒカリを用いた他、劇中でえるがおにぎりを作った際の梅・昆布・高菜の具材が用いられた。
公式グッズ
2012年から高山市内で公式グッズが発売された。アニメシーン3枚とロケ地の実写風景1枚のセットによるポストカードが各所で各980セット限定販売された。シリーズ4編毎に分かれ、『氷菓』編と『愚者のエンドロール』編を11月15日と12月25日に順次発売し、2013年より『クドリャフカの順番』編と『遠まわりする雛』編が2月10日と4月2日に発売、他にも「喫茶バグパイプコースター」&「喫茶去かつてコースター」（店内バージョン以外にも前者はえる、後者は入須バージョンの種類がある）が発売された。
また2012年12月1日から「氷菓米」「千反田える米」が14店舗ある高山市内の高山米穀営業所や商店、土産物店などから、毎月第一土曜日には20個限定の「千反田える米プレミアム」が高山米穀本社で発売される。
第62回飛騨生きびな祭り
2013年4月3日に 飛騨一宮水無神社で開催される「第62回飛騨生きびな祭り」で、生きびな祭りを『遠まわりする雛』でモデルとして取り上げた本作とのコラボ企画イベントが行われた。2012年12月27日に生きびな祭りに先駆け「氷菓×生きびな祭り」の特設サイトが開設された。当日には、える役の佐藤聡美も出席し、握手会やおにぎり実演会、プロデューサーとのトークショーも行われ、平日の雨という天候の中で例年の5倍余りの2500人が駆け付けた。
なお、その翌年以降の生きびな祭りにおいても、アニメ関連グッズの販売などのイベントが行われており、生きびな祭りは「全国の氷菓ファンの集い場」とみなされている。
その他
岐阜県赤十字血液センターと献血のタイアップが行われている。2013年1月25日 - 5月31日の間（当初は3月31日までだったが好評により延長）、献血に協力すれば「氷菓×献血のポスター」を、2名以上で協力した希望者に「氷菓×献血のクリアファイル」が進呈される。このPRのため、岐阜放送での再放送においてスポンサーをしていた。また、第7話の青山荘のモデルになった山荘湯乃里が、「氷菓舞台記念プラン」を企画した。

### 評価
放送開始時にはネット上で作画の美しさを評価する声が多く寄せられていた。またBIGLOBEが運営するアニメ総合ポータルサイト「アニメワン」で発表された「2012年春季放送アニメ 人気ランキング」で1位を獲得している。
BD第1巻（限定版）の初週推定売上は6,718枚、DVD第1巻（同）の初週推定売上は1,116枚をそれぞれ記録している。BDBOXの初週推定売上は8,093枚を記録している。
「ニュータイプアニメアワード2012」ではキャラクターデザイン賞で西屋太志が3位、女性キャラクター賞で千反田えるが3位、男性キャラクター賞で折木奉太郎が4位、作品賞（TV部門）で5位をそれぞれ獲得している。
「読者が選ぶ2012年好きキャラ大賞」では千反田えるが7部門でトップ10入り、折木奉太郎が4部門でトップ10入りを果たしている。
アキバ総研が運営するアニメポータル「あにぽた」で2016年3月3日から実施した人気投票企画「京アニ作品で一番好きなTVアニメは？」において1位を獲得。2017年、NHK「ニッポンアニメ100」のベスト・アニメ100において25位にランクインした。
また、IMDbでは10点中7.8点の評価を受けている。

## Webラジオ
『古典部の屈託』のタイトルで2012年4月20日（毎週金曜22時更新）から2012年12月21日まで、ランティスネットラジオにて配信された。全36回。
パーソナリティ
- 佐藤聡美（千反田える 役）
- 阪口大助（福部里志 役）

ゲスト
- 中村悠一（折木奉太郎 役） - 第19回・第20回
- 茅野愛衣（伊原摩耶花 役） - 第19回・第20回
- ゆかな（入須冬実 役） - 第29回・第30回
- 米澤穂信（原作者） - 第36回

番組の流れ
- オープニング：配信日の45年前に何があったのか？を紹介する形で番組は始まる。紹介されるのは、国内外問わず、歴史的な事件や快挙、事実など幅広い。
- 前半：アニメ最新話を振り返ったり、番組に届いたメールを紹介したりする、フリートークタイム。
- 楽曲紹介：テレビアニメ『氷菓』や『古典部の屈託』の主題歌を1曲1コーラス流される。
- 後半：「コーナー」のいずれかが展開される。
- エンディング：エンディングテーマとともに告知が読み上げられる。

コーナー
「わたし、気になります！」
えるが興味を持ちそうな情報をリスナーから広く募集。彼女に「わたし、気になります！」と言わせてみよう、というコーナー。える役を演じる佐藤が興味を持つことが多いが、情報によっては阪口が解決することがある。
「視聴者の屈託」
古典部部員のように、人間生きていればいろんな「屈託」があるはず。リスナーがどんなことに「屈託」を感じているか報告してもらうコーナー。
「福部里志のデータベース」
どうでも良いような雑学に詳しい里志を唸らせるような、「なるほど！」という知識をリスナーから教えてもらうコーナー。番組内で終始博識を発揮する阪口が知っていると、データベースに入らないことが多い（第10回では台本に「そう簡単にデータベースには入れないよ」と書かれていた）。
「わたし、気に入ります！」
リスナーのお気に入りのことを紹介してもらい、「気に入ること」「好きになること」で趣味や趣向の幅を広げようというコーナー。元々はアニメの収録現場の雑談で、監督やスタッフから「そういうコーナーやったら？」と勧められ持ち込んだところ、第8回で正式にコーナー化された（阪口いわく、「あっさり採用された」）。

テーマソング
第1回から第6回までは、テーマソングの代わりに、テレビアニメに挿入されているクラシックな音楽 (BGM) が流れた。その後、第7回でオープニングテーマ「アップデイトご一緒に」、第8回でエンディングテーマ「いつか僕らのエピローグ」がそれぞれ追加され、パーソナリティいわく、「いよいよラジオが完成しました」「完成形です」（第8回-2012年6月8日更新分-より）。
オープニングテーマ「アップデイトご一緒に」（第7回 - ）
作詞 - こだまさおり / 作曲・編曲 - 山田高弘 / 歌 - 千反田える（佐藤聡美）、福部里志（阪口大助）
エンディングテーマ「いつか僕らのエピローグ」（第8回 - ）
作詞 - こだまさおり / 作曲 - 江並哲志 / 編曲 - 佐々木裕 / 歌 - 千反田える（佐藤聡美）、福部里志（阪口大助）

## 漫画
よしだもろへ版
『野性時代』56号（2008年7月1日発行）に『わたし、気になります!』のタイトルで掲載された。
タスクオーナ版
* 米澤穂信（原作）・タスクオーナ（作画）・西屋太志（キャラクター原案） 『氷菓』 KADOKAWA 角川書店〈角川コミックス・エース〉
タスクオーナ作画により、『月刊少年エース』2012年3月号より連載されている。タイトルは『氷菓』。キャラクターの容姿はテレビアニメ版に準拠している。構成はアニメと同じく時系列で進行していくが、アニメよりは原作寄りの構成となっている。監修として原作の米澤穂信が関わっており、巻末に原作者コメントがほぼ毎巻収録されている。毎月の連載ページ数が少量であることもあり、単行本時には複数の話が統合されて収録されている。第3巻の限定版には、テレビアニメ11.5話にあたるOVA「持つべきものは」が収録されたBlu-rayが付属した。
「持つべきものは」のコミカライズは『月刊ニュータイプ』2012年7月号（2012年6月8日発売）掲載版（後に『月刊少年エース』2012年10月号付録の小冊子に収録）と『月刊少年エース』連載版（第6巻収録）の2種類が存在する。『月刊ニュータイプ』掲載版はアニメ準拠であるが、えるが「わたし、気になります！」と発言したところで終わっており、結末までは描かれていない。『月刊少年エース』連載版は原作者の米澤穂信がプロットを修正したマイナーチェンジ版になっている。
11巻に収録の「クリスマスは箱の中」は、アニメのBD-BOXの特典として収録された作品で、米澤穂信が原案を担当している。
コミック版「持つべきものは」あらすじ
姉・供恵に勧められ、バイトで市民プールの監視員を務める奉太郎。省エネ主義の奉太郎が働くところを見てみようと、里志、える、摩耶花もプールに遊びにやってくるが、直前の自主制作映画の一件もあってか奉太郎はいつも以上に浮かない様子をしていた。そんな中、休憩で持ち場を離れようとした奉太郎に真珠のイヤリングを失くしたという女子中学生グループが話しかけてくる。イヤリングの場内持ち込みは禁止されているため、事態を大ごとにしないため事務所に報告する前に休憩時間を利用してプール内でイヤリングを捜す古典部。える、摩耶花、里志との会話でおおよその事情を把握した奉太郎は、イヤリングの在処を推理し、持ち主の少女へ渡すことに成功。その過程で奉太郎は調子を取り戻し、口には出さないが彼を気遣っていた仲間たちも安心するのだった。
| 巻数 | 収録話 | 初版発行日                                                        | ISBN                                                | 備考                                                                         |
| ---- | --- | ----------------------------------------------------------------- | --------------------------------------------------- | ---------------------------------------------------------------------------- |
| 1    | - 第一話 伝統ある古典部の再生 - 第二話 やるべきことなら手短に - 第三話 名誉ある古典部の活動 (1) - 第四話 名誉ある古典部の活動 (2)                                                       | 2012年4月26日 （2012年4月25日発売）                               | 978-4-04-120270-8                                   |                                                                              |
| 2    | - 第五話 事情ある古典部の末裔 - 第六話 大罪を犯す - 第七話 由緒ある古典部の封印 - 第八話 栄光ある古典部の昔日                                                                           | 2012年8月25日 （同日発売）                                        | 978-4-04-120271-5                                   |                                                                              |
| 3    | - 第九話 歴史ある古典部の真実 - 第十話 正体見たり - 第十一話 試写会に行こう！ (1) | 限定版：2013年1月12日 （同日発売） 通常版： （2013年1月25日発売） | 限定版：978-4-04-120273-9 通常版：978-4-04-120272-2 | 『氷菓』編完結 『愚者のエンドロール』編開始 （限定版はオリジナルアニメBD付） |
| 4    | - 第十二話 試写会に行こう！ (2) - 第十三話 古丘廃村殺人事件 - 第十四話 不可視の侵入 - 第十五話 Bloody Beast                                                                             | 2013年6月26日 （同日発売）                                        | 978-4-04-120740-6                                   |                                                                              |
| 5    | - 第十六話 味でしょう - 第十七話 万人の死角 - 第十八話 Why didn't she ask EBA? - 第十九話 愚者のエンドロール                                                                            | 2013年9月26日 （同日発売）                                        | 978-4-04-120882-3                                   | 『愚者のエンドロール』編完結 ここまで発行元が角川書店                        |
| 6    | - 第二十話 持つべきものは - 第二十一話 眠れない夜 - 第二十二話 限りなく積まれた例のあれ (1) - 第二十三話 限りなく積まれた例のあれ (2)                                                   | 2014年4月26日 （同日発売）                                        | 978-4-04-121096-3                                   | 『クドリャフカの順番』編開始 ここから発行元がKADOKAWA                        |
| 7    | - 第二十四話 クイズトライアル - 第二十五話 もう一つの嵐 (1) - 第二十六話 もう一つの嵐 (2) - 第二十七話 朝の風景 - 第二十八話 ワイルドファイア                                           | 2014年7月26日 （同日発売）                                        | 978-4-04-101749-4                                   |                                                                              |
| 8    | - 第二十九話 ワイルドファイア (2) - 第三十話 「十文字」事件 (1) - 第三十一話 「十文字」事件 (2) - 第三十二話 「十文字」事件 (3) - 第三十三話 再び、眠れない夜                           | 2015年1月26日 （同日発売）                                        | 978-4-04-101750-0                                   |                                                                              |
| 9    | - 第三十四話 四人四色文化祭 (1) - 第三十五話 四人四色文化祭 (2) - 第三十六話 四人四色文化祭 (3) - 第三十七話 「十文字」VS古典部 - 第三十八話 幕を下ろせ (1) - 第三十九話 幕を下ろせ (2) | 2015年8月26日 （同日発売）                                        | 978-4-04-103588-7                                   |                                                                              |
| 10   | - 第四十話 クドリャフカの順番 - 第四十一話 連峰は晴れているか - 第四十二話 心あたりのある者は                                                                                           | 2016年7月26日 （2016年7月22日発売）                               | 978-4-04-103589-4                                   | 『クドリャフカの順番』編完結                                                 |
| 11   | - 第四十三話 クリスマスは箱の中 - 第四十四話 あきましておめでとう (1) - 第四十五話 あきましておめでとう (2) - 第四十六話 手作りチョコレート事件 (1)                                     | 2017年10月26日 （同日発売）                                       | 978-4-04-103590-0                                   |                                                                              |
| 12   | - 第四十七話 手作りチョコレート事件 (2) - 第四十八話 手作りチョコレート事件 (3) - 第四十九話 遠まわりする雛 (1) - 第五十話 遠まわりする雛 (2)                                           | 2019年5月25日 （同日発売）                                        | 978-4-04-103591-7                                   |                                                                              |
| 13   | - 第五十一話 遠まわりする雛 (3) - 第五十二話 入部受付はこちら (1) - 第五十三話 入部受付はこちら (2) - 第五十四話 入部受付はこちら (3) - 第五十五話 友達は祝われなきゃいけない (1)       | 2020年11月26日 （同日発売）                                       | 978-4-04-109730-4                                   | 『ふたりの距離の概算』編開始                                                 |
| 14   | - 第五十六話 友達は祝われなきゃいけない (2) - 第五十七話 わたしたちの伝説の一冊 (1) - 第五十八話 わたしたちの伝説の一冊 (2) - 第五十九話 わたしたちの伝説の一冊 (3)                     | 2022年3月25日 （同日発売）                                        | 978-4-04-112386-7                                   | 「わたしたちの伝説の一冊」は短編集『いまさら翼といわれても』より             |
| 15   | - 第六十話 わたしたちの伝説の一冊 (4) - 第六十一話 わたしたちの伝説の一冊 (5) - 第六十二話 虎と蟹、あるいは折木奉太郎の殺人                                                             | 2023年7月26日 （2023年7月25日発売）                               | 978-4-04-114116-8                                   | 「虎と蟹、あるいは折木奉太郎の殺人」は『米澤穂信と古典部』より               |
| 16   | - 第六十三話 とても素敵なお店 (1) - 第六十四話 とても素敵なお店 (2) - 第六十五話 ただ走るには長すぎる - 第六十六話 Ask the Right Question (1)                                           | 2024年10月25日 （同日発売）                                       | 978-4-04-115666-7                                   |                                                                              |
笠井スイ版
2019年に設けられた角川文庫創刊70周年特設サイトのコンテンツ内に『いまさら翼といわれても』の冒頭8ページ漫画が掲載された。

## 実写映画
実写映画「氷菓」が2017年11月3日に公開された。